# A Quiet Place 2
A Quiet Place 2 (Originaltitel: A Quiet Place: Part II) ist ein US-amerikanischer Horrorfilm von Regisseur John Krasinski, der am 28. Mai 2021 in die US-amerikanischen und am 24. Juni 2021 in die deutschen Kinos kam. Es handelt sich um eine Fortsetzung des Films A Quiet Place aus dem Jahr 2018.

## Handlung
Als die Familie von Lee Abbott dem Sohn Marcus bei einem Baseballspiel zuschaut, erscheinen am Himmel plötzlich seltsame, leuchtende Risse in den Wolken. Die Menschen verlassen fluchtartig das Stadion. Als fremde Wesen mit spinnenartiger Erscheinung wie aus dem Nichts auftauchen und scheinbar wahllos die Bevölkerung töten, sucht Lee mit seiner Tochter Schutz in einer Kneipe. Er versteht schnell, dass die Wesen von lauten Geräuschen angelockt werden.
474 Tage später muss Mutter Abbott nach einem Brand mit ihren beiden Kindern Marcus und Regan und einem Neugeborenen das gewohnte Terrain verlassen. Lee ist tot. Zwar haben sie herausgefunden, dass die Wesen durch einen hochfrequenten Ton aus Regans Cochlea-Implantat verwundbar gemacht werden können, doch noch immer können sie so nur einzelne Exemplare der unbekannten Spezies töten. Sie verlassen die von ihnen angelegten Sandpfade, um einen sicheren Ort zu finden. Als Marcus in eine Tellerfalle tritt und das Baby zu schreien beginnt, können sie eines der herbeigerufenen Wesen dank des Geräusches des Cochlea-Implantats, das sie mithilfe eines Verstärkers erhöhen, und eines Gewehres töten, doch als dessen Artgenossen auftauchen, retten sie sich in ein scheinbar verlassenes Stahlwerk. Hier erhalten sie unerwartet Hilfe von Emmett, den sie schon vor der Alieninvasion kannten.
Emmett hat bereits am ersten Tag der Ankunft der Fremden seine beiden Söhne verloren und mit seiner Frau Zuflucht in einem alten Hochofen gesucht, da diese in den letzten Wochen ihres Lebens vor Schmerzen schrie. Der von dicken Betonwänden umgebene Hochofen bot ihnen ein schalldichtes Versteck, allerdings wird in diesem auch schnell die Luft knapp. Er wusste die ganze Zeit über, wo die Abbotts verblieben waren, und hatte auch deren Signalfeuer gesehen, doch glaubt Emmett, die Menschen hätten sich alle völlig zum Negativen verändert.
Regan glaubt, das Signal, eine ständige Wiederholung des Songs Beyond the Sea, das über Radio zu hören ist, richtig verstanden zu haben, und will sich zu einer Insel begeben, von der sie dessen Quelle verortet hat. Sie verlässt heimlich ihre neue Zuflucht und hinterlässt ihrem Bruder eine Nachricht, er solle das Signal weiterhin verfolgen. Als ihre Mutter von Regans Vorhaben erfährt, bittet sie Emmett, ihre Tochter zurückzuholen. Er kann in letzter Sekunde eines der Wesen töten, das sie bereits verletzen konnte. Obwohl Emmett an nichts mehr zu glauben schien, entschließt er sich, auf Regan zu hören und sie bei ihrem Vorhaben, zu der Insel zu gelangen, zu unterstützen. Sie wollen gemeinsam am Hafen ein Segelboot suchen, um damit zur Insel zu gelangen. Nur knapp können sie dort einem versuchten Kidnapping durch einige Überlebende entkommen, da der Lärm, den sie machen, die Kreaturen anlockt. Als sie auf der Insel ankommen, entdeckt Emmett eine große Gruppe von Menschen, die ausgelassen auf einer Wiese an einem Feuer beisammensitzen und sich in keiner Weise still verhalten. Ein Mann erzählt ihm von der geplanten Evakuierung durch das Militär am ersten Tag der Invasion, als man herausfand, dass die Wesen nicht schwimmen können. Doch nur wenige Boote haben überhaupt abgelegt, weil die Menschen in Panik gerieten und anfingen zu drängeln und zu schreien.
Evelyn verlässt unterdessen die sichere Unterkunft, um in der Stadt Verbandsmaterial und Medikamente für Marcus zu besorgen und lässt ihn mit dem Säugling alleine zurück. Als sie zurückkommt, versucht sie, die Wesen aus dem Weg zu schaffen, die Marcus durch seinen neugierigen Ausflug während ihrer Abwesenheit angelockt hat.
Als Emmett bemerkt, dass ein Boot an die Küste der Insel getrieben wurde, auf dem sich eines der Wesen befand, versucht er, die Bewohner zu warnen, diese sind jedoch nicht auf die Gefahr eingestellt. Regan und Emmett flüchten zur Sendestation und schaffen es in den Übertragungsraum, von wo das Beyond-the-Sea-Signal gesendet wurde. Es gelingt Regan, das Geräusch, das ihr Cochlea-Implantat macht, per Mikrophon zu verstärken und daraufhin eines der Wesen mit lediglich einem Eisenrohr zu töten. Unterdessen hat auch Marcus über seinen Empfänger das Signal vernommen, nutzt den günstigen Moment und rettet mutig sich selbst und seine Mutter mit dem Baby vor einem Wesen, das gerade im Begriff war, sie anzugreifen.

## Produktion

### Vorproduktion
Ende April 2018 kündigte Paramount an, dass eine Fortsetzung zu A Quiet Place in Arbeit sei. Erste Ideen für diese hatten Bryan Woods und Scott Beck, die Drehbuchautoren des Vorgängers, bereits, bevor ein zweiter Teil offiziell bestätigt wurde. Im Sommer 2018 bestätigte John Krasinski, dass er am Projekt beteiligt sein wird, unklar blieb jedoch, in welcher Funktion. Ursprünglich wollte er den Regieposten an einen Nachfolger weiterreichen, doch als sich neue Ideen für eine Fortsetzung herauskristallisierten, begann er auf Anraten von Produzent Andrew Form, das Drehbuch zu schreiben. Woods und Beck seien hingegen kein Teil des Projekts, da sie laut eigener Aussage lieber originelle Ideen kreieren wollen, anstatt Filmuniversen voranzutreiben.

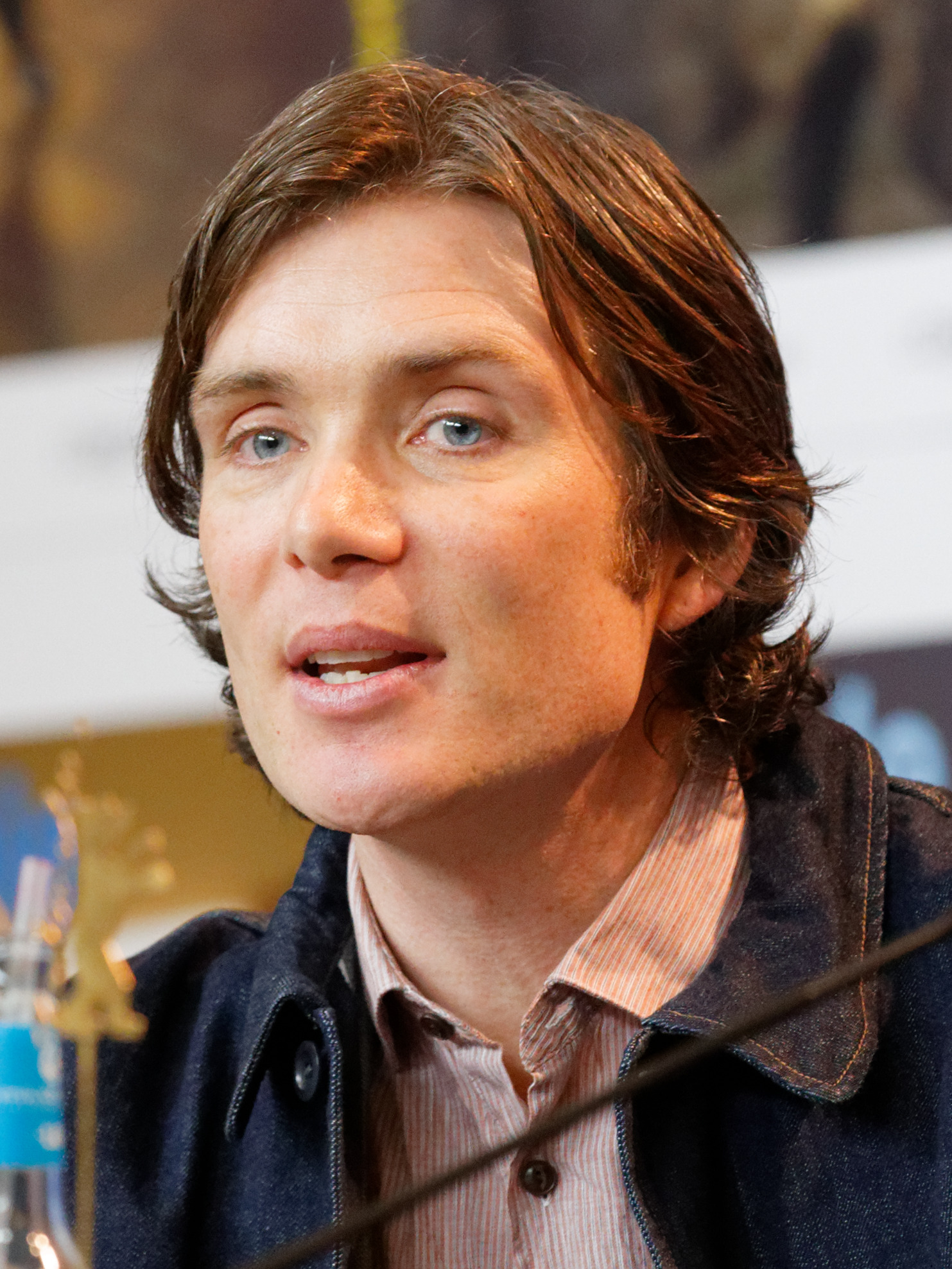
Cillian Murphy spielt Emmett

Im Februar 2019 wurde schließlich bekannt, dass Krasinski für die Fortsetzung auch als Regisseur zurückkehren werde. Zudem soll Emily Blunt erneut die Rolle der Evelyn Abbott verkörpern und dafür eine Gage zwischen 12 und 13 Millionen US-Dollar bekommen. Des Weiteren befand sich Paramount Pictures in Verhandlungen mit Millicent Simmonds und Noah Jupe über ihre Rückkehr. Im Falle dieser sollte die Fortsetzung erneut von der Familie aus dem ersten Teil handeln. Eine Alternative soll die Fokussierung auf andere Aspekte innerhalb der postapokalyptischen Welt sein. Als erster Neuzugang wurde Brian Tyree Henry verpflichtet. Dieser enthüllte in einem Interview, dass man im Film etwas über die Herkunft der Monster sowie über weitere Hintergründe erfahren werde. Zudem bestätigte er, dass die Familie Abbott wieder im Film zu sehen sein und auf weitere Überlebende treffen werde. Später musste Henry aufgrund von Terminproblemen das Projekt verlassen und wurde durch Djimon Hounsou ersetzt. Des Weiteren soll Cillian Murphy Teil des Cast sein und die Figur Emmett spielen, die mit „mysteriösen Absichten“ zur Familie hinzustößt. Die Kamerafrau Polly Morgan äußerte sich über die Handlung, der Film fokussiere sich mehr auf die aufwachsenden Kinder, wie sie die Welt erkunden und lernen, sich selbst zu beschützen. Der Film lege dabei laut Krasinski auch eine Grundlage für einen möglichen dritten Teil, zu dem es allerdings noch keine konkreten Pläne gebe.

### Dreharbeiten
Die Dreharbeiten, bei denen Polly Morgan als Kamerafrau fungierte, begannen Mitte Juni 2019 unter dem Arbeitstitel „Part II“. Als Vorbereitung auf diese besichtigte Krasinski Ende April 2019 mehrere mögliche Drehorte im Westen von New York.

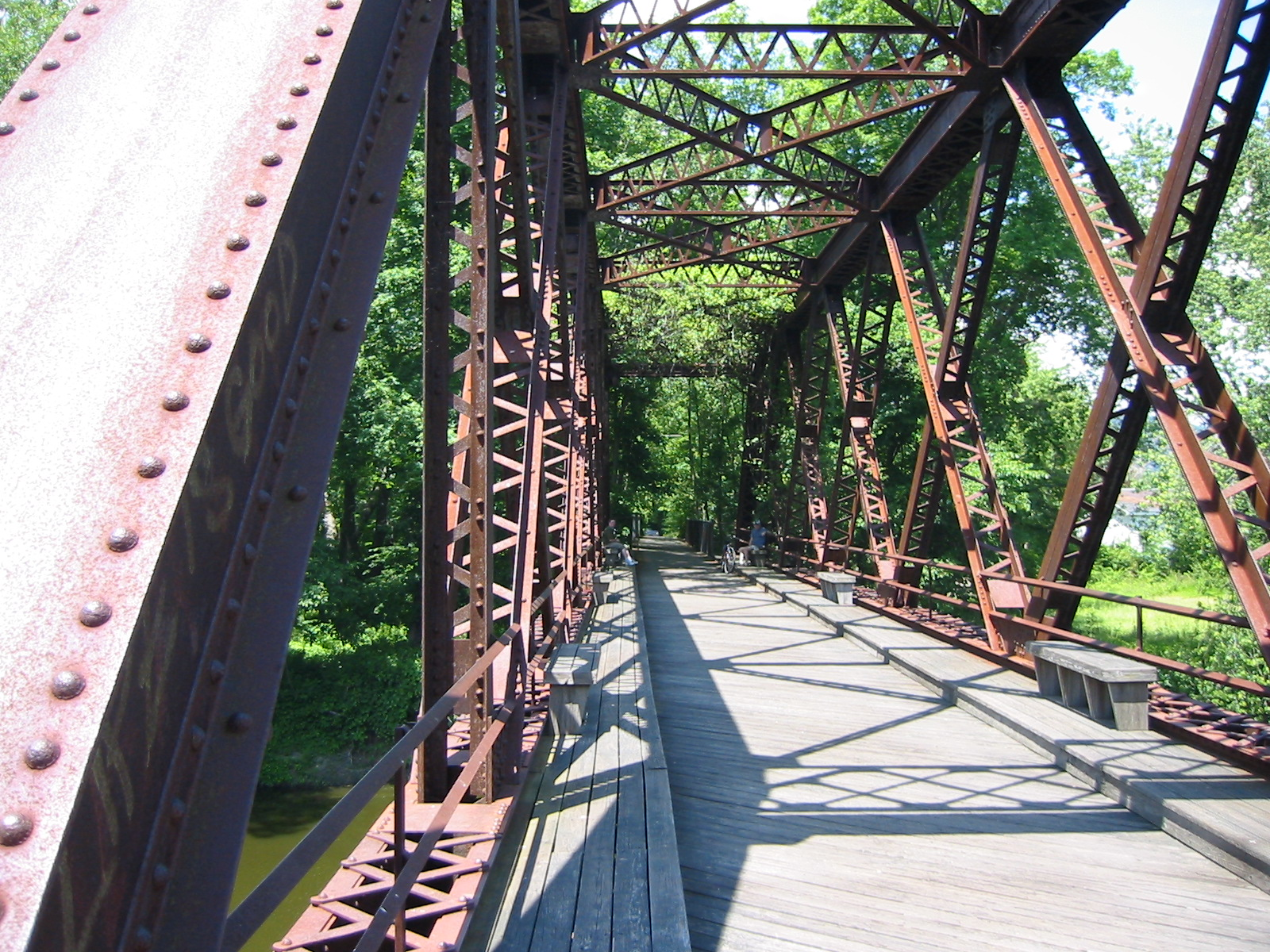
Abermals im Film zu sehen, die Wallkill Valley Rail Trail Bridge, an der Evelyn ihren Ehering ablegt

In der Nacht zum 10. Juli 2019 fanden Filmaufnahmen in Olcott nahe dem Ontariosee statt, nachdem Anwohnern zuerst ein Drehtermin Anfang September 2019 in der Ortschaft vermittelt, dieser später allerdings vorgezogen wurde. Als Vorbereitung wurden die Grünflächen des Ortes drei Wochen lang nicht gemäht sowie die Straßenbeleuchtung durch Techniker manipuliert. Zwischen dem 15. und 19. sowie dem 22. und 24. Juli 2019 wurde in Akron gedreht, wo man in der Innenstadt einige Actionszenen mit Autos filmte und dafür sämtliche Gebäude der Hauptstraße mit neuen Fassaden ausstattete. Mitte August 2019 erfolgten Studioaufnahmen in Buffalo sowie weitere Aufnahmen in Dunkirk. Am 25. August wurde die South Grand Island Bridge, die die Städte Tonawanda und Grand Island miteinander verbindet, den gesamten Vormittag für Filmaufnahmen gesperrt. Anfang September 2019 wurde für eine Woche in der Bucht von Barcelona gedreht. Im Anschluss erfolgten Aufnahmen in Orchard Park, unter anderem im Orchard Park Railroad Depot. Vom 19. bis zum 24. September wurde in Pawling und Dover gedreht. Parallel dazu kehrte das Produktionsteam nach New Paltz im Hudson Valley zurück, wo bereits Aufnahmen für den Vorgänger, unter anderem auf einer Eisenbahnbrücke, erfolgten. Am 25. September 2019 wurden die Dreharbeiten beendet. Im darauffolgenden Monat wurde bekannt, dass auch am Bennett Beach in Angola on the Lake im Erie County gedreht wurde. Im Gegenzug für die Dreherlaubnis spendete Paramount dem Amt für Parks, Erholung und Forstwirtschaft des Countys 4.500 US-Dollar für Verbesserungen des Strandes. Das Geld soll dafür verwendet werden, die Barrierefreiheit zu verbessern und Menschen mit Behinderung den Zugang zum Strand zu erleichtern.
Durch die Dreharbeiten sollen über 400 vorübergehende Beschäftigungsverhältnisse, darunter rund 300 Statistenrollen, entstanden sein, wodurch angeblich über zehn Millionen US-Dollar in die lokale Wirtschaft von Western New York geflossen sind.

### Filmmusik und Sounddesign
Wie beim ersten Teil komponierte Marco Beltrami die Filmmusik. Das Soundtrack-Album mit insgesamt 15 Musikstücken wurde am 25. Mai 2021 von La-La Land auf CD veröffentlicht.
Beltrami schuf einige Stücke, die fast vollständig auf seiner Arbeit für den ersten Teil basieren. Für beide Filme stand auch das Thema Familie für ihn im Vordergrund: „Ich habe ihn nicht nur als Horrorfilm gesehen, sondern als Familienfilm“, so Beltrami. Weil Krasinski wünschte, dass die Musik ein wenig kraftlos klingt, da die Abbots so lange in Stille gelebt haben, hatte er für den ersten Film alle schwarzen Tasten des Klaviers leicht verstimmt, um Töne zu schaffen, die leicht daneben erscheinen. Für den zweiten Film tat er dies, die Verstimmung um einen Halbton, mit allen Tasten eines Klaviers, ein anderes blieb jedoch korrekt gestimmt. Neben dem normalen und dem verstimmten Klavier kamen klassische Streich-, Blas- und Percussioninstrumente wie Metallbleche und „Windstäbe“ von gutturalem Klang zum Einsatz. Später versah Beltrami das Ganze mit synthetisierten Elementen.
Auch für die Fortsetzung betraute Krasinski mit Ethan Van der Ryn und Erik Aadahl das gleiche Team mit dem Sounddesign wie beim ersten Teil. Sie konnten hierbei auf ihre vorherige Arbeit aufbauen. Van der Ryn erklärte: „Beim ersten Film mussten wir die Geräusche der Kreaturen von Grund auf neu erfinden – etwas, das noch niemand zuvor gehört hatte.“ Da sie davon ausgingen, dass diese blind sind und Laute verwenden, um durch die Welt zu navigieren, schufen sie eine Klangpalette, die der anderer Lebewesen entspricht, die sich in ähnlicher Weise durch Geräusche orientieren, wie durch Echoortung oder Sonar. Die Regeln, die sie im ersten Teil schufen, dass die Menschen still sein müssen, wenn sie überleben wollen, konnten sie für das Filmuniversum im zweiten Teil verwenden, ohne viel erklären zu müssen.

### Synchronisation
Die deutsche Synchronisation entstand nach einem Dialogbuch von Markus Jütte und der Dialogregie von Sven Hasper im Auftrag der Splendid Synchron GmbH, Berlin.
| Darsteller          | Synchronsprecher | Rolle         |
| ------------------- | ---------------- | ------------- |
| Emily Blunt         | Bianca Krahl     | Evelyn Abbott |
| Millicent Simmonds  | Keren Hochberg   | Regan Abbott  |
| Cillian Murphy      | Norman Matt      | Emmett        |
| Noah Jupe           | Carlos Fanselow  | Marcus Abbott |
| Djimon Hounsou      | Tilo Schmitz     | Islandman     |
| John Krasinski      | Till Endemann    | Lee Abbott    |
| Barbara Singer      | Eva-Maria Werth  | alte Frau     |
| David Lundy         | Johann Fohl      | Marinaman     |
| Okieriete Onaodowan | Felix Spieß      | Polizist      |
| Wayne Duvall        | Axel Lutter      | Roger         |

### Marketing und Veröffentlichung
Ein erster Teaser wurde ab dem 13. Dezember 2019 in US-amerikanischen Kinos bei Vorführungen des Films Black Christmas gezeigt und fünf Tage später auch online veröffentlicht, ein Trailer folgte am 1. Januar 2020. Im Rahmen des Super Bowl LIV Anfang Februar 2020 wurde ein zweiter Trailer veröffentlicht, Ende des Monats auch ein offizielles Filmposter.
Nachdem der Kinostart zunächst vom 15. Mai 2020 auf den 20. März 2020 vorgezogen wurde und die Premiere am 8. März 2020 in New York erfolgte, wurde der weltweite Kinostart aufgrund der COVID-19-Pandemie verschoben. Der deutsche Kinostart sollte zunächst am 3. September 2020 und der US-amerikanische am darauffolgenden Tag erfolgen. Im Juli 2020 wurde der US-Start ein weiteres Mal, diesmal auf den 23. April 2021 verschoben. Auch dieser Termin konnte zunächst nicht eingehalten werden und wurde vorübergehend auf den 17. September 2021 neu datiert, bevor der US-Kinostart auf den 28. Mai 2021 vorgezogen wurde. Am Donnerstag, dem 27. Mai 2021 erschien der Film in 3.000 US-Kinos und spielte am Eröffnungstag 4,8 Millionen Dollar ein. 45 Tage nach diesem Termin war der Film auch auf Paramount+ verfügbar. Der Kinostart in Deutschland erfolgte am 24. Juni 2021.

## Rezeption

### Altersfreigabe
In Deutschland ist der Film FSK 16. In der Freigabebegründung heißt es, er baue eine Atmosphäre permanenter Bedrohung auf, und innerhalb dieses beklemmenden Szenarios könnten einige Schockmomente sowie drastische Bilder von Gewalt und Verletzungen eine überfordernde Wirkung auf Kinder und Jugendliche unter 16 Jahren haben.

### Kritiken
Von den bei Rotten Tomatoes aufgeführten Kritiken sind 91 Prozent positiv bei einer durchschnittlichen Bewertung mit 7,5 von 10 möglichen Punkten, womit er aus den 22. Annual Golden Tomato Awards als Erstplatzierter in der Kategorie Horror Movies der Filme des Jahres 2021 hervorging. Auf Metacritic hält der Film einen Metascore von 71 von 100 möglichen Punkten.
Patrick Heidmann von epd Film schreibt, statt von der Kraft der Familie, wie im ersten Teil, werde in der Fortsetzung mehr von den Abgründen der menschlichen Natur und den Fallstricken von Gemeinschaftsstrukturen erzählt. Mit der so eigenartig beklemmenden Intimität und Stille des ersten Teils sei es damit auch vorbei, und stattdessen gebe es von allem einfach sehr viel mehr als beim letzten Mal, was für Personal und Alien-Sichtungen gelte, genauso wie für Tempo und Actionsequenzen. Hierbei sei das Spannungs- und Unterhaltungsniveau weiterhin bemerkenswert hoch, so Heidmann.
Simon Rayss beschreibt die Dramaturgie im Tagesspiegel: „Der Film schwillt auf und ab, durch die extremen Wechsel von Lautstärke und Tempo spürt man ihn geradezu körperlich.“ Die Atempausen nutze John Krasinski, um seine Figuren zu erzählen, und rücke dabei zunehmend Regan ins Zentrum, die zu einer unkonventionellen Actionheldin werde. Dem Regisseur sei es gelungen, durch A Quiet Place und den Nachfolger eine eigene Handschrift im Genre des Endzeit-Horrors zu etablieren, frei von übermäßigen Brutalitäten. Zudem zeige Krasinski diese postapokalyptische Welt einmal nicht in ausgebleichten, monochromen Bildern, da Kamerafrau Polly Morgan sie in satte Farben tauche: „Die Sonne fällt auf die rotleuchtenden Mauern der Backsteinruinen, nachts hängt der Nebel in dicken Schwaden über den menschenleeren Straßen. Da mutet die Dystopie beinahe idyllisch an, so still und radikal entschleunigt. Wobei die Ruhe doch nur dem Überlebenswillen der Figuren geschuldet ist.“
Sofia Glasl vom Filmdienst erklärt in ihrer Kritik, nach dem Kammerspiel des ersten Teils erweitere sich die Geräuschvielfalt, als die Abbotts sich auf den Weg ins Ungewisse machen. Die Regie nutze hierbei die ganze Palette aus vollkommener Stille, angespannter Wortlosigkeit, berauschenden Naturgeräuschen und die Ruhe durchbrechender Schreckmomente aus, um den Spannungsbogen dieses Überlebensthrillers am Anschlag zu halten. So bewirkten die schnell angreifenden Aliens effektive Schockmomente. A Quiet Place 2 kreiere eine Horror-Feedbackschleife, in der Sound und Stille auf sich selbst zurückgeworfen würden und sich in vielfacher Verstärkung geradezu körperlich übertragen und so zu einem psychosomatischen Trip geworden sei, der seinesgleichen sucht. Das Erfrischende an der Fortsetzung sei, dass Krasinski sich nicht mit dem „und dann“ eines simplen Sequels zufriedengibt, sondern das vielschichtige Komplementärstück zum ersten Teil entwickelt, das als eigenständiger Film funktioniert. So gehe weder Spannung verloren noch fehlten Informationen, wenn man die beiden Teile in vertauschter Reihenfolge sehen würde, meint Glasl weiter. Dies ist vor allem ein Verdienst des ebenfalls von Krasinski geschriebenen Drehbuchs: „Hielt der erste Teil sich noch an die Perspektive der Eltern, die ihre Kinder um jeden Preis beschützen und ihnen auch in der Apokalypse noch eine Ahnung von Alltag vermitteln wollen, schwenkt die Fortsetzung jetzt auf die beiden Jugendlichen um.“
Rub Hunter von Film School Rejects bemerkt, wie bei den meisten Fortsetzungen von Horrorfilmen, kämen auch in A Quiet Place 2 mehr Kreaturen zum Einsatz, beruhigt aber, die Spannung werde hierdurch nicht gedämpft, wie man befürchten könnte, da sie durch solide Spezialeffekte und ihre großartigen Auftritte in Jump-Scares genauso aufregend seien. Auch der Filmschnitt leiste seinen Beitrag hierfür, der zwischen mehreren Schauplätzen hin und her wechselt. Auch bei diesem Film lasse Krasinski den Zuschauer mit einer nicht abgeschlossenen Geschichte zurück, was deutlich werden lasse, dass in dem Kampf dieser Familie gegen außerirdische Eindringlinge noch mehr zu erwarten ist.

### Einspielergebnis
In den ersten Tagen nach der Veröffentlichung Ende Mai 2021 spielte der Film in den USA über ein Wochenende 48 Millionen Dollar ein. Damit war dies der erfolgreichste Kinostart eines Films in den USA nach Beginn der COVID-19-Pandemie. Während sich die weltweiten Einnahmen des ersten Films aus Kinovorführungen auf rund 341 Millionen US-Dollar belaufen, konnte die Fortsetzung mehr als 297 Millionen US-Dollar einspielen und so beide Filme insgesamt 638 Millionen US-Dollar. In Deutschland verzeichnet der Film 198.022 Besucher.

### Auszeichnungen (Auswahl)
British Academy Film Awards 2022
- Nominierung für den Besten Ton (Erik Aadahl, Michael Barosky, Brandon Proctor und Ethan Van Der Ryn)

Golden Reel Awards 2022
- Nominierung in der Kategorie Achievement in Sound Editing – Feature Dialogue / ADR
- Nominierung in der Kategorie Achievement in Sound Editing – Feature Effects / Foley
- Nominierung in der Kategorie Achievement in Sound Editing – Feature Music[55]

Hollywood Music in Media Awards 2021
- Auszeichnung für die Beste Filmmusik – Horrorfilm (Marco Beltrami)[56]

People’s Choice Awards 2021
- Nominierung als Filmdrama des Jahres
- Nominierung als Drama Movie Star of the Year (Emily Blunt)[57]

Saturn-Award-Verleihung 2022
- Nominierung als Bester Horrorfilm
- Nominierung als Beste Hauptdarstellerin (Emily Blunt)
- Nominierung als Bester Nachwuchsschauspieler (Noah Jupe)
- Nominierung als Beste Nachwuchsschauspielerin (Millicent Simmonds)

Sunset Circle Awards 2021
- Nominierung als Bester Horrorfilm[58]

## Fortsetzung
Ein Spin-off, das auf einer Idee von John Krasinski basiert, kam am 27. Juni 2024 unter dem Titel A Quiet Place: Tag Eins in die deutschen Kinos. Ursprünglich war Jeff Nichols für den Regieposten vorgesehen; er wurde jedoch später durch Michael Sarnoski ersetzt. Ein dritter A-Quiet-Place-Film soll im Juli 2027 veröffentlicht werden.